# Allendale East
Allendale East är en ort i Australien. Den ligger i kommunen Grant och delstaten South Australia, omkring 390 kilometer sydost om delstatshuvudstaden Adelaide.
Trakten är glest befolkad. Närmaste större samhälle är Port MacDonnell, nära Allendale East. 
Trakten runt Allendale East består till största delen av jordbruksmark. Genomsnittlig årsnederbörd är 956 millimeter. Den regnigaste månaden är juni, med i genomsnitt 165 mm nederbörd, och den torraste är februari, med 18 mm nederbörd.